# Academia Naval Imperial Japonesa

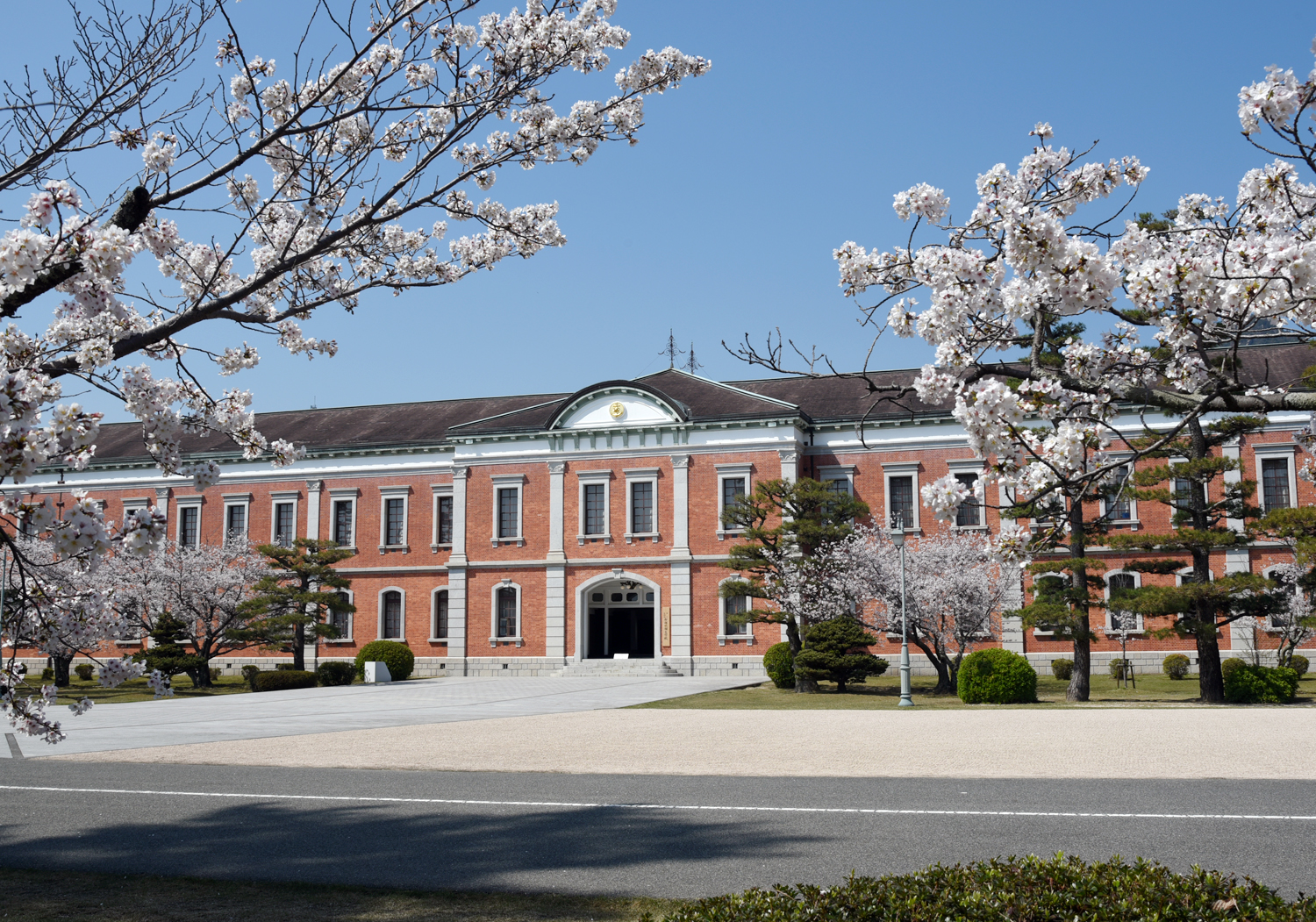
La sede de la Academia Naval Imperial Japonesa en Etajima.

La Academia Imperial Naval Japonesa (japonés: 海軍兵学校, pronunciado Kaigun Heigakkō; abreviado: 海兵 Kaihei) era una academia establecida para preparar oficiales de la Marina Imperial Japonesa.

## Historia
Origináriamente estaba situada en Nagasaki, fue trasladada a Yokohama en 1866, y de nuevo trasladada en 1869, esta vez a Tsukiji, Tokio; y Etajima (Hiroshima) en 1888. Los alumnos pasaban entre 3 y 4 años y tras graduarse recibían el rango de Kaigun Shōi (guardiamarina), alcanzando el rango de alférez, tras un período de servicio activo y un crucero en el extranjero.
En 1943 se crea una academia diferenciada para la aviación naval, inaugurada en Iwakuni, y en 1944 se inaugurá otra en Maizuru.
Fue clausurada en 1945, al abolirse la Marina Imperial. Actualmente sirve como sede de la academia de candidatos a oficiales de la Fuerza Marítima de Autodefensa de Japón.

## Base naval de Etajima
La base naval de Etajima está ubicada en la ciudad de Etajima, en la prefectura de Hiroshima, es una base de la Fuerza de Autodefensa Marítima de Japón. Es la sede de la escuela técnica y la escuela de candidatos a oficiales y asimismo cuenta con varias instalaciones de formación. Las fuerzas especiales de la Fuerza de Autodefensa Marítima de Japón tienen su base aquí. El predecesor de la base de Etajima fue el sistema de formación de oficiales de la Academia Naval Imperial Japonesa. La Academia Naval Imperial se trasladó a Etajima, en la prefectura de Hiroshima en 1888. La academia actual fue establecida en 1956.